# Collema leptaleum
Collema leptaleum är en lavart som beskrevs av Tuck. Collema leptaleum ingår i släktet Collema och familjen Collemataceae.   Inga underarter finns listade i Catalogue of Life.